# Tian Han
Tian Han (chinesisch 田漢 / 田汉, Pinyin Tián Hàn, Volljährigkeitsname Shouchang 寿昌, * 12. März 1898 in Changsha, Provinz Hunan, China; † 10. Dezember 1968 im Gefängnis) war ein chinesischer Schriftsteller, bekannt für seine Dramen, Opern und Filmmanuskripte. Sein Gedicht Marsch der Freiwilligen wurde als Text für die Nationalhymne der Volksrepublik China verwendet.

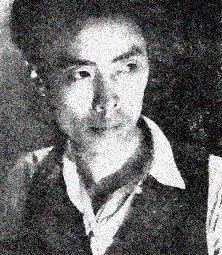
Tian Han

## Leben
Schon während er die Pädagogische Hochschule in Changsha besuchte, beschäftigte sich Tian Han mit der literarischen Form des Dramas und ihrer klassischen Ausprägung der Oper. In diesen Rahmen fällt die Veröffentlichung mehrerer Artikel in der lokalen Tageszeitung, die sich um dieses Thema drehen.
Ab 1918 setzte er seine Studien an der Höheren Lehrerbildungsanstalt von Tokio fort. Nach seiner Rückkehr nach China 1921 gründete er zusammen mit Guo Moruo die Literarische Gesellschaft Schöpfung, übernahm eine Stelle im Verlag Zhonghua in Shanghai und wurde literarisch aktiv – Mitarbeit an Zeitschriften, Gründung von weiteren Gesellschaften und Schauspielgruppen. Das Engagement Tian Hans in literarischen Kreisen steht im Zeichen einer Distanzierung von den traditionellen Wertvorstellungen und einer Modernisierung.
1927 entstanden unter seiner Regie drei Filme, die aber in ihrem Erfolg von seinen Dramen übertroffen wurden. Infolge seiner Zugehörigkeit zur Kommunistischen Partei und zur Liga linksgerichteter Schriftsteller ab 1932, erhielt er 1934 eine einjährige Haftstrafe. Dennoch wurde er 1938 Leiter der Propagandaabteilung der Militärkommission, was eine antijapanische Ausrichtung seines künstlerischen Schaffens zur Folge hatte.
Als 1949 die Gründung der Volksrepublik China ausgerufen wurde, betraute man Tian Han mit einem Posten im Kultur- und Erziehungsrat der Regierung und der Leitung des Kunstbüros im Kulturministerium. Er wurde in das Komitee zur Reform der Schriftsprache aufgenommen, kurze Zeit später zudem in das Büro zur Verbesserung von Drama und Oper des Kulturministeriums.
Durch Wahlen wurde er 1953 Vorsitzender der Dramatikergesellschaft und Ratsmitglied des Schriftstellerverbandes, 1960 u. a. stellvertretender Vorsitzender des Verbandes für Literatur- und Kunstkreise und Parlamentsabgeordneter.
Aufgrund der, in seinen Werken enthaltenen, verschlüsselten Kritik wurde Tian Han zum Beginn der Kulturrevolution 1966 verhaftet. Er verstarb 1968 70-jährig im Gefängnis. 1979 wurde er postum rehabilitiert.

## Bibliographie

### Dramen
- Eine Nacht im Café, 1920
- Die Nacht des Tigerfangs, 1921

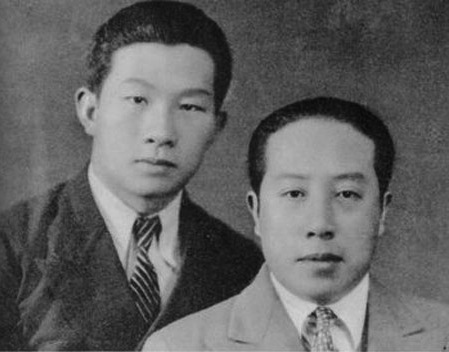
Tian Han (rechts) und Nie Er, Dichter und Komponist der chinesischen Nationalhymne, aufgenommen 1933 in Shanghai

- Nächtliches Gespräch in Suzhou, 1927
- Tragödie am Seeufer, 1929
- Rückkehr nach Süden, 1929
- Carmen, 1930
- Mondscheinsonate, 1932
- Die Überschwemmung, 1932
- Alarmglocke, 1932
- Marco Polo-Brücke, 1937
- Die wahre Geschichte des A Q, 1937 – Dramatisierung der Erzählung Lu Xuns
- Die weiße Schlange, 1953 – Musiktheaterstück
- Das Westzimmer, 1959 – Musiktheaterstück
- Prinzessin Wencheng, 1961
- Xie Yaohuan, 1963
- Tian Hans Musiktheaterstücke, 1981 – (Zwei Bände)

### Drehbücher
- Ins Volk gehen, 1927
- Der Ton einer zerbrochenen Flöte, 1927
- Drei moderne Frauen, 1932
- Goldenen Zeiten, 1932
- Kinder beschwerlicher Zeiten, 1935
- Triumphmarsch, 1940

### Übersetzungen
- Wilde: Salome, 1921
- Shakespeare: Hamlet, 1922
- Shakespeare: Romeo und Julia, 1924